# Kelvin Tremain

a Compétitions nationales et continentales officielles uniquement.

b Matchs officiels uniquement.
 Kelvin (Kel) Robin Tremain, né le 21 février 1938 à Auckland et mort le 2 mai 1992 à Napier, était un joueur de rugby à XV qui a joué avec l'équipe de Nouvelle-Zélande, obtent 38 capes entre 1959 et 1968. Il évoluait au poste de troisième ligne aile.

## Carrière
Il a joué pour cinq provinces : Southland (1957), Manawatu (1958), Canterbury (1959 et 1961), Auckland (1960) et Hawke's Bay (1962-1970).
Tremain a fait ses débuts avec l'équipe de Nouvelle-Zélande  le 15 août 1959, à l’occasion d’un match contre les Lions britanniques. Il disputa son dernier test match contre l'équipe de France le 10 août 1968. 
Il a marqué 136 essais lors des 268 matchs de haut niveau qu’il a disputé. Ce fut pendant longtemps un record pour un avant, Zinzan Brooke fera mieux durant les années 1990.

## Palmarès
- Nombre de test matchs avec les Blacks :  38 (dont 1 comme capitaine)
- Nombre total de matchs avec les Blacks :  86
- Test matchs par année : 3 en 1959,  4 en 1960, 2 en 1961, 3 en 1962, 4 en 1963, 6 en 1964, 4 en 1965, 4 en 1966, 4 en 1967, 4 en 1968